# リチャード・チェンバレン
ジョージ・リチャード・チェンバレン（George Richard Chamberlain、1934年3月31日 - 2025年3月29日）は、アメリカ合衆国の俳優、歌手。カリフォルニア州ロサンゼルスのビバリーヒルズ出身。

## 略歴

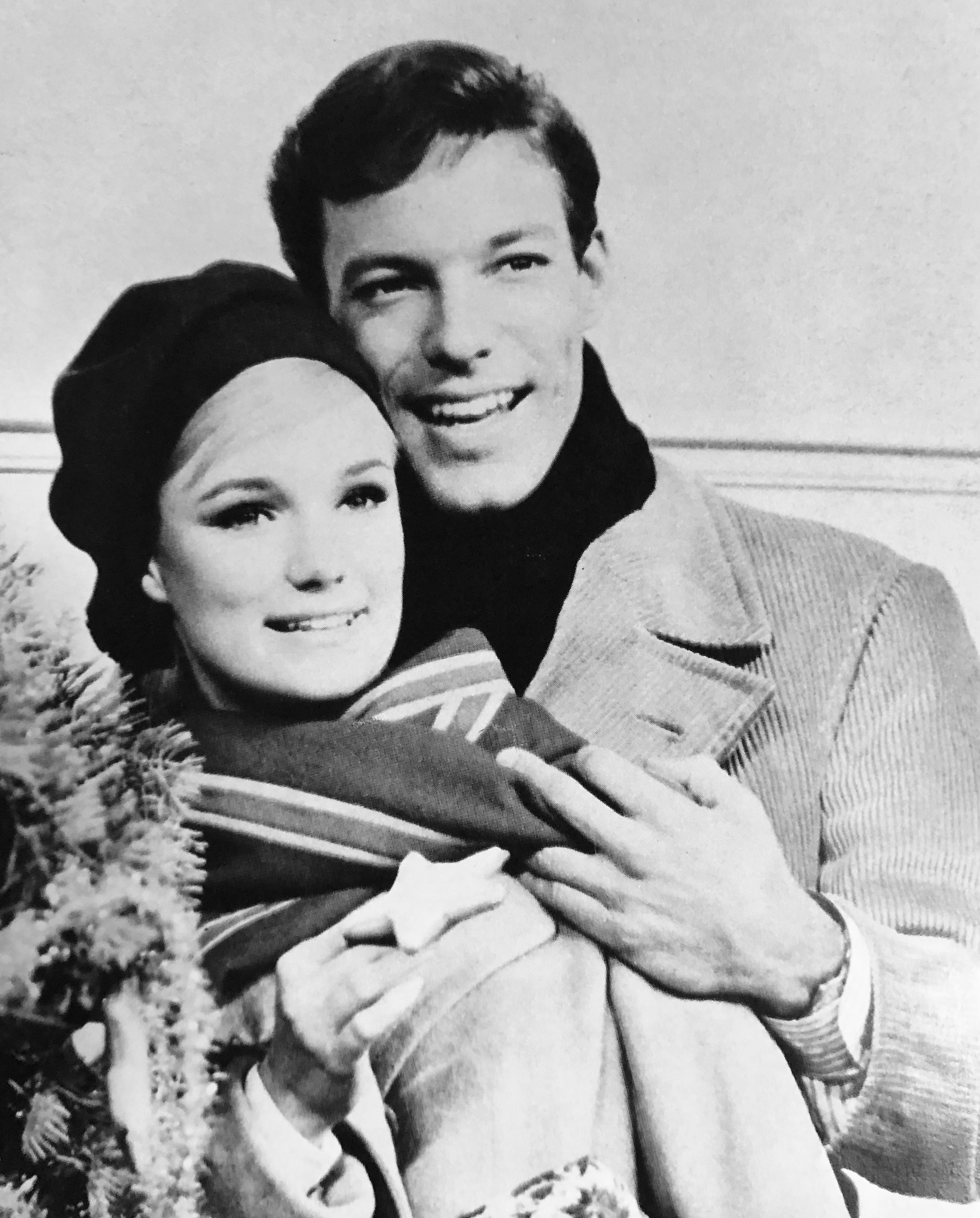
テレビシリーズ『ドクター・キルデア』。共演者のイヴェット・ミミューと。

ロサンゼルスのボモナ大学美術専攻を卒業。在学中に演劇部に所属。1958年にLAコンサーヴァトリー・オブ・ミュージックに通い、ジェフ・コーリーに師事して演技を学ぶ。その後、俳優となりテレビ「ガンスモーク」「ヒッチコック劇場」に出演後に1961年にMGMと7年契約を結ぶ。そして彼を一躍有名にしたテレビシリーズ「ドクター・キルデア」で主人公ジェームズ・キルデア役に抜擢されて、同じ時期からスタートした「ベン・ケーシー」と人気を二分した。その後多くの映画、人気テレビシリーズに出演して、1960年代のティーンエイジャーのアイドルであったが、「ドクター・キルデア」の放送終了後の60年代後半には、ロンドンで演技修行してレパートリー劇団に所属し、その活躍の場をハリウッドからイギリスの演劇界に移す。
その後映画にも多数出演して『ジュリアス・シーザー』、『三銃士』、『四銃士』、『タワーリング・インフェルノ』、『将軍 SHŌGUN』（ウィリアム・アダムス（三浦按針）をモデルにした作品）、『ロマンシング・アドベンチャー/キング・ソロモンの秘宝』などで活躍した。近年では『ウィル&グレイス』や『NIP/TUCK マイアミ整形外科医』『デスパレートな妻たち（シーズン4）』などにゲスト出演している。
クルーナー・ボイスの歌い手でもあり、余技ながらレコードも出している。カーペンターズの1970年のヒット曲である『遙かなる影』"Close to You"（ハル・デヴィッド作詞 バート・バカラック作曲）は、もともとチェンバレンの歌で1963年に発表された曲である。
2025年3月29日、ハワイ州ワイマーナロで脳卒中の合併症により死去。90歳没。

## 主な出演作品

### 映画
| 公開年 | 邦題 原題                                                                               | 役名                         | 備考       |
| ------ | --------------------------------------------------------------------------------------- | ---------------------------- | ---------- |
| 1960   | 紫暗礁の秘密 The Secret of the Purple Reef                                              | ディーン・クリストファー     |            |
| 1961   | 独立騎兵隊 A Thunder of Drums                                                           | ポーター                     |            |
| 1968   | 華やかな情事 Petulia                                                                    | デヴィッド                   |            |
| 1969   | シャイヨの伯爵夫人 The Madwoman of Chaillot                                             | ロデリック                   |            |
| 1970   | ジュリアス・シーザー Julius Caesar                                                      | アウグストゥス               |            |
| 1970   | 恋人たちの曲/悲愴 The Music Lovers                                                      | ピョートル・チャイコフスキー |            |
| 1972   | レディ・カロライン Lady Caroline Lamb                                                   | バイロン卿                   |            |
| 1973   | 三銃士 The Three Musketeers                                                             | アラミス                     |            |
| 1974   | 四銃士 The Four Musketeers                                                              | アラミス                     |            |
| 1974   | タワーリング・インフェルノ The Towering Inferno                                         | ロジャー・シモンズ           |            |
| 1976   | シンデレラ The Slipper and the Rose: The Story of Cinderella                            | プリンス・エドワード         |            |
| 1977   | 鉄仮面 The Man in the Iron Mask                                                         | フィリップ                   | テレビ映画 |
| 1977   | ザ・ラスト・ウェーブ The Last Wave                                                      | デヴィッド・バートン         |            |
| 1978   | スウォーム The Swarm                                                                    | ハバード博士                 |            |
| 1980   | 将軍 SHŌGUN Shogun                                                                      | ブラックソーン／按針         | テレビ映画 |
| 1982   | ベル Murder by Phone                                                                    | ナット                       |            |
| 1983   | 北極への挑戦 Cook & Peary: The Race to the Pole                                         | フレデリック・クック         | テレビ映画 |
| 1985   | ロマンシング・アドベンチャー/キング・ソロモンの秘宝 King Solomon's Mines                | アラン・クォーターメイン     |            |
| 1986   | キング・ソロモンの秘宝2/幻の黄金都市を求めて Allan Quatermain and the Lost City of Gold | アラン・クォーターメイン     |            |
| 1987   | カサノバ Casanova                                                                       | ジャコモ・カサノバ           | テレビ映画 |
| 1988   | 狙撃者/ボーン・アイデンティティ The Bourne Identity                                     | ジェイソン・ボーン           | テレビ映画 |
| 1989   | 新・三銃士/華麗なる勇者の冒険 The Return of the Musketeers                              | アラミス                     |            |
| 1993   | エアポート1994 Ordeal in the Arctic                                                     | ジョン・カウチ               | テレビ映画 |
| 1995   | 乾いた爪 Bird of Prey                                                                   | ジョナサン・グリフィス       |            |
| 1996   | ミッシング・イヤーズ/禁じられた愛 The Thorn Birds: The Missing Years                    | Ralph de Bricassart          | テレビ映画 |
| 2006   | パイレーツ・オブ・アトランティス Blackbeard                                             | チャールズ・エデン           | テレビ映画 |
| 2007   | チャックとラリー おかしな偽装結婚!? I Now Pronounce You Chuck & Larry                   | バンクス                     |            |

### テレビシリーズ
| 放映年    | 邦題 原題                                 | 役名                              | 備考          |
| --------- | ----------------------------------------- | --------------------------------- | ------------- |
| 1961-1966 | ドクター・キルデア Dr. Kildare            | ジェームズ・キルデア              | 191エピソード |
| 1968      | ある貴婦人の肖像 The Portrait of a Lady   | ラルフ                            | 6エピソード   |
| 1978-1979 | 遥かなる西部 Centennial                   | アレクサンダー                    | 12エピソード  |
| 1980      | 将軍 SHŌGUN Shogun                        | ブラックソーン／按針              | ミニシリーズ  |
| 1989-1990 | Island Son                                | ダニエル                          | 19エピソード  |
| 2005      | ウィル&グレイス Will & Grace              | クライド                          | 1エピソード   |
| 2006      | 華麗なるペテン師たち Hustle               | ジェームズ・ウィテカー・ライト3世 | 1エピソード   |
| 2006      | NIP/TUCK マイアミ整形外科医 Nip/Tuck      | アーサー                          | 1エピソード   |
| 2007      | デスパレートな妻たち Desperate Housewives | グレン・ウィングフィールド        | 1エピソード   |
| 2010      | CHUCK/チャック Chuck                      | Adelbert De Smet                  | 2エピソード   |
| 2010-2011 | ブラザーズ&シスターズ Brothers & Sisters  | ジョナサン                        | 5エピソード   |
| 2010-2012 | レバレッジ 〜詐欺師たちの流儀 Leverage    | アーチー                          | 2エピソード   |
| 2017      | ツイン・ピークス Twin Peaks               | ビル・ケネディ                    |               |

## その他
- 長身の二枚目俳優だが、69歳にしてゲイであることをカミングアウトした[4]。しかし2011年には自身がゲイの俳優は同性愛者であることを公表すべきではないと語っている[5]。

## 参照
1. ↑  キネマ旬報　臨時増刊「テレビの黄金伝説～外国テレビドラマの50年～」169P テレビドラマ人物事典　「リチャード・チェンバレン」　参照
2. ↑  Natale, Richard (2025年3月30日). “Richard Chamberlain, TV’s Dr. Kildare, ‘Shogun,’ ‘Thorn Birds’ Star, Dies at 90” (英語). Variety. 2025年3月30日閲覧。
3. ↑  “「ドクター・キルデア」「将軍 SHŌGUN」のリチャード・チェンバレンさん死去”. 映画.com (2025年4月1日). 2025年4月2日閲覧。
4. ↑  “「ドクター・キルデア」のＲ・チェンバレンがカミングアウト”. シネマトゥデイ. (2003年6月3日) 2013年5月18日閲覧。
5. ↑  “同性愛者であることを公表した『タワーリング・インフェルノ』の俳優がゲイの俳優に忠告！”. シネマトゥデイ. (2011年1月2日) 2013年5月18日閲覧。